# Thaumetopoein
Thaumetopoein ist eines der löslichen Proteine in den Brennhaaren von Raupen verschiedener Arten der Prozessionsspinner (Thaumetopoeinae). Das aus zwei Untereinheiten aufgebaute Protein wird als Nesselgift der feinen Brennhaare betrachtet. Diese können sich bei einem Kontakt mithilfe ihrer Widerhaken in der menschlichen Haut festsetzen und Juckreiz, Schwellungen sowie vereinzelt Asthmaanfälle verursachen. Die durch Thaumetopoein mitausgelöste Dermatose wird als Raupendermatitis bezeichnet. Daneben sind auch allergische Reaktionen auf andere Proteine der Brennhaare bekannt.
In Mitteleuropa werden Raupendermatitiden überwiegend durch Eichen-Prozessionsspinner (Thaumetopoea processionea) ausgelöst, daneben auch  Kiefern-Prozessionsspinner (Thaumetopoea pinivora); die wärmeliebenden  Pinien-Prozessionsspinner (Thaumetopoea pityocampa) kommen vornehmlich im Mittelmeerraum vor. Laut einer Studie von 1986 handelt es sich beim Thaumetopoein des Pinien-Prozessionsspinners um ein Histamin-freisetzendes Protein mit einer Molmasse von 28 kDa, das aus zwei Untereinheiten (13 und 15 kDa) besteht. Dass allergische Reaktionen auf verschiedene Proteine dieses Schmetterlings bei Kindern möglich sind, zeigte eine Studie von 2006.